# Vjačeslav Selin
Vjačeslav Valentinovič Selin (in russo Вячеслав Валентинович Селин?; 8 luglio 1981) è uno schermidore russo.

## Biografia
Nei campionati mondiali di scherma ha conquistato una medaglia d'argento a Lisbona nel 2002, nella gara di spada a squadre.

## Palmarès
In carriera ha conseguito i seguenti risultati:
- Mondiali di scherma

Lisbona 2002: argento nella spada a squadre.